# Comuna Scânteiești, Galați
Scânteiești este o comună în județul Galați, Moldova, România, formată din satele Fântânele și Scânteiești (reședința).
Se află la o altitudine de 126 m deasupra nivelului mării. Are o suprafață de 50,23 km². Populația este de 2.283 locuitori, determinată în 1 decembrie 2021, prin recensământ, chestionar.
Prima atestare documentara dateaza din anul 1572.

## Cadrul natural
Comuna Scanteiesti este situata in campia Covurluiului

## Demografie
Componența etnică a comunei Scânteiești
     Români (88,96%)
     Alte etnii (0%)
     Necunoscută (11,04%)
Componența confesională a comunei Scânteiești
     Ortodocși (88,92%)
     Alte religii (0%)
     Necunoscută (11,08%)
Conform recensământului efectuat în 2021, populația comunei Scânteiești se ridică la 2.283 de locuitori, în scădere față de recensământul anterior din 2011, când fuseseră înregistrați 2.490 de locuitori. Majoritatea locuitorilor sunt români (88,96%), iar pentru 11,04% nu se cunoaște apartenența etnică. Din punct de vedere confesional, majoritatea locuitorilor sunt ortodocși (88,92%), iar pentru 11,08% nu se cunoaște apartenența confesională.

## Politică și administrație
Comuna Scânteiești este administrată de un primar și un consiliu local compus din 11 consilieri. Primarul, Ghiorghe Bute[*], de la Partidul Social Democrat, este în funcție din 2000. Începând cu alegerile locale din 2024, consiliul local are următoarea componență pe partide politice:
|  | Partid                    | Consilieri | Componența Consiliului | Componența Consiliului | Componența Consiliului | Componența Consiliului | Componența Consiliului | Componența Consiliului | Componența Consiliului |
|  | ------------------------- | ---------- | ---------------------- | ---------------------- | ---------------------- | ---------------------- | ---------------------- | ---------------------- | ---------------------- |
|  | Partidul Social Democrat  | 7          |                        |                        |                        |                        |                        |                        |                        |
|  | Partidul Național Liberal | 4          |                        |                        |                        |                        |                        |                        |                        |